# 고광택
고광택(高廣澤, 1949년~2024년 8월 2일)은 대한민국의 언론인이며, 제주MBC 보도국장을 지냈다.
1949년 제주도 제주시에서 태어나 제주에서 성장하였다. 1977년 남양문화방송(남양MBC)에 입사 입사하여 1988년 10월 보도국 취재부 기자, 1990년 11월 보도국 편집부장, 1994년 보도국 취재부 기자, 1996년 6월 보도국장, 1998년 5월 보도제작국장으로 근무했다.
전국 최초로 한라산의 사계를 다룬 다큐멘터리를 제작·보도하였다.
2024년 8월 2일, 75세를 일기로 사망하였다.

## 경력
- 1977년 남양MBC 보도국 기자 입사
- 제주MBC 보도국 취재부장
- 제주MBC 보도국 편집부장
- 제주MBC 보도국 취재부 기자
- 제주MBC 보도국장
- 제주MBC 보도제작국장